# 百合若大臣

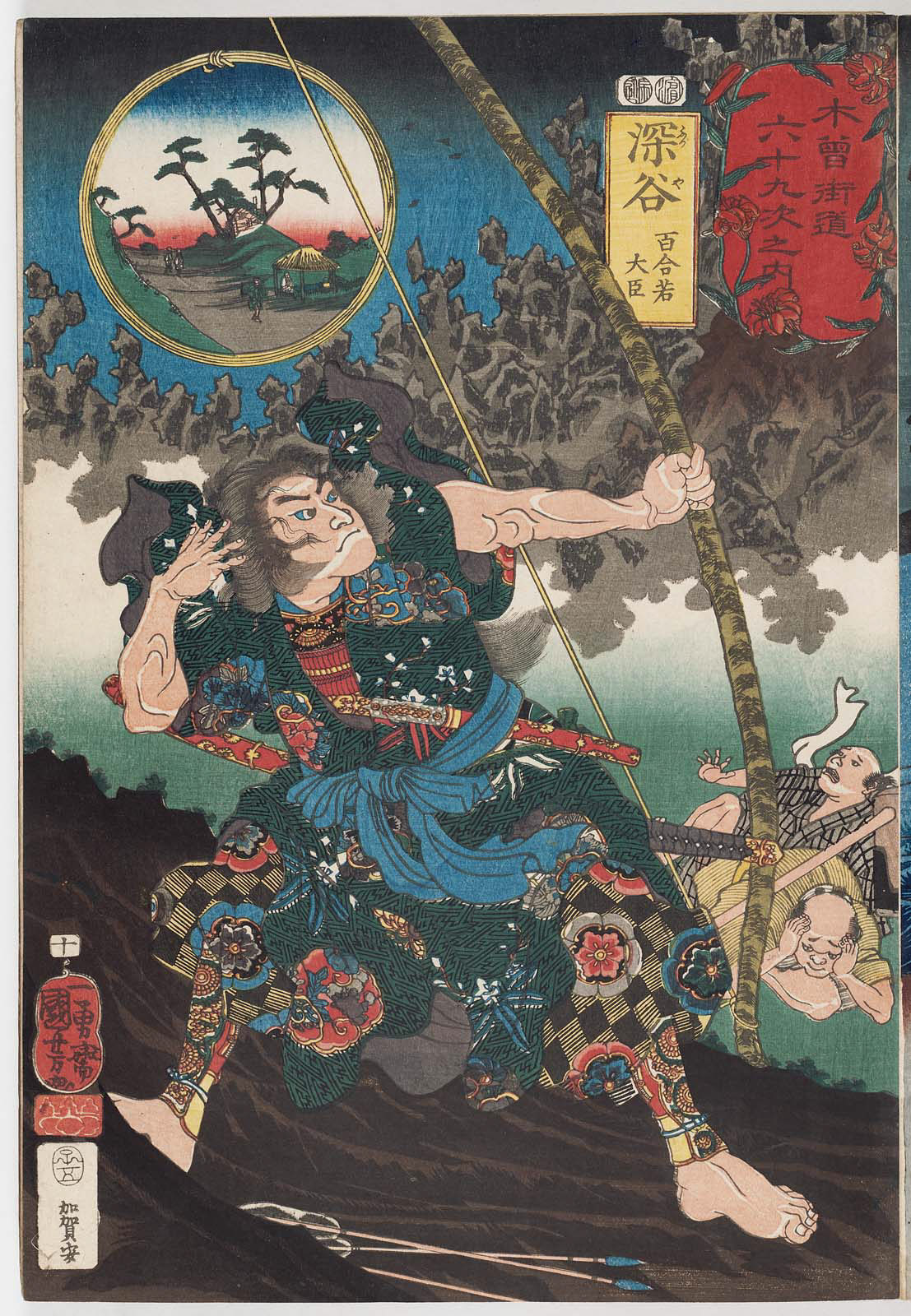
百合若大臣が弓を放つ図。深谷宿 （1852年）.―国芳の木曾街道六十九次の十。ボストン美術館、ビゲロー・コレクション所蔵。

百合若大臣（ゆりわかだいじん）は、百合若という名の武者にまつわる復讐譚。これを題材にした幸若舞、それを読み物として流布させた版本（「舞の本」）、人形を使った説経操り、浄瑠璃（室町後期〜江戸時代）などがあり、日本各地、特に大分県や壱岐に伝説として伝わる。
百合若大臣は、蒙古襲来に対する討伐軍の大将に任命され、神託により持たされた鉄弓をふるい、遠征でみごとに勝利を果たすが、部下によって孤島に置き去りにされる。しかし鷹の緑丸によって生存が確認され、妻が宇佐神宮に祈願すると帰郷が叶い、裏切り者を成敗する、という内容である。

## 最古の言及
この物語に関する最古の言及は、1551年2月10日付の『言継卿記』で、京都で「ゆりわか」が朗誦された記録だとされてきた。だがそれ以前の1514年、『雲玉和歌抄』に「百合草若大臣、嶋に棄てられておはしけるに、緑丸といふ鷹...」の言及があることが指摘されている。また、『熊谷家伝記』の大永2年（1522年）正月4日の条には、百合草若大臣の持念の本尊とされる11面観音像が、信州伊那の郷に物語とともに享徳年間に持ち込まれた、という記述がある。
このことは、オデュッセイアとの類似の論争において重要性があり、前者はかろうじてポルトガル宣教師による伝来が可能な年代だが、後者ではその可能性はまったく乏しくなる。

## 諸本
現存最古のテキストは、一説では室町末期の幸若舞の台本（曲本の写本）とされる。これは《大頭左兵衛本》所収のものであるが、題名は単に『大臣』であり、主人公も「百合草若大臣」、「百合草大臣」、「ゆりわか大臣」と幾通りかの名称で登場する。
また能楽にも室町末期の謡曲『百合草若』があり、こちらも主人公が「百合草若」とも「百合若」とも表記されている。
幸若舞の台本のテキストは、のちに「舞の本」と題する読み物として普及するようになった。そうした「舞の本」版の百合若説話には戦国から江戸初期にかけて木版刷本が数種ある。このうち慶長14年（1609年）本「百合若大臣」 や、寛永年間本 などが、近代において校訂・出版されている。
人形劇をまじえた説経操りの演劇である「百合若大臣」には、日暮小太夫(ひぐらし こだゆう)の正本（寛文2年刊行）がある。
浄瑠璃には近松門左衛門作『百合若大臣野守鏡』（宝永7年/1710年）があるが、これには例えば鷹の緑丸が、雌鷹の矢羽をつけた矢の精霊に置き換わるなど、様々な改変が加わり、（元の粗筋から離れた）後世の作品と評される。為永太郎兵衛の作の『百合稚高麗軍記』は、鷹はそのまま生き物として登場するものの、それ以外では粗筋の逸脱はいっそう甚だしい。古浄瑠璃としては『百合若麿』（井上播磨掾の正本）、『百合若高麗攻』（岡本文弥）があることが、水谷不倒の研究であきらかにされているという。

## 時代設定
幸若舞の『百合若大臣』（室町後期に成立）では、嵯峨天皇在位中（809-823年）に蒙古襲来となっているが、史実の元寇は、13世紀。

## 幸若舞のあらすじ
以下、幸若舞の「百合若大臣」の粗筋を示す。
出生
父親は、嵯峨朝の左大臣「公満（きんみつ）」で、大和国の初瀬寺の観音に祈願して授けられた男児が後の百合若大臣である。百合若は17歳で右大臣に就任し、大納言章時（あきとき）の娘を妻に迎える。
蒙古との戦闘
百合若は、日本（博多）へ押し寄せてきた蒙古（むくり）の大軍討伐を命じられ、当地である筑紫の国司という任地を与えられる。妻は豊後国に構えた館に残す。託宣に従い、百合若は八尺五寸の鉄弓と363箭の矢を持たされる。
蒙古軍は、すでに神風に遭って唐土（もろこし）（中国大陸）に引き上げていた。百合若は船団を従えてこれを追い、ちくらが沖の海上で決戦となる。蒙古側は、麒麟国の王が青息を吹いて霧をたちこめらすが、百合若が日本の神々に祈願するとようやく霧が晴れる。百合若は矢をほとんど撃ち尽くして奮戦し、蒙古側の四大将の両蔵（りょうぞう）らを討ち取り、あるいは捕虜となし勝利をおさめる。
部下の裏切り
百合若は、玄界ガ島（玄界島？）に立寄って休息し、その大力を発揮したときの常として、まる3日間眠りこける。これに乗じて、配下の別府兄弟は、百合若は矢傷で死んだと偽り、船を引き揚げさせ、百合若を孤島に置き去りにしてしまう。別府兄弟は朝廷に戦勝を奏上し、別府太郎は、百合若が配されていた筑紫の国司の役目に任命される。
御台所と鷹の緑丸
上司の地位簒奪に収まらず、別府太郎はさらに百合若の御台所に恋愛を迫る。御台所は、宇佐神宮で千部の写経を行っている最中だとして、とりあえず返答を引き延ばす。しかし百合若がついに帰らなければ自殺すると決めているので、身の回りの琵琶や琴を整理し、飼っている犬、馬や鷹の数々を解き放つ。このとき緑丸という鷹は、玄界島まで飛んでゆき、百合若に託されて柏の葉に血で書いた文を持ち帰る。御台所は、夫の生存を知り、墨や硯などを鷹に結びつけて送り返すが、鷹はこの重さに耐えかね、死体の姿で漂着する。
宇佐神宮に、御台所が夫の生還を祈願すると、その願いがかない、壱岐の浦にいた釣り人が風で流され、玄界ガ島にいた百合若を発見して、日本の本土に送り戻す。着いた場所は博多であった。百合若のあまりの変わり果てように、誰もその正体がわからない。別府は余興としてこの奇異なる男を召し抱えることにし、門脇の翁という者に預ける。
身代わりの池
このころ、別府は御台所がなびかないので、ついに処刑すると決めていた。しかしそうはさせまいと、門脇の翁の娘が身代わりになったことを百合若は知る。
復讐
正月になり、宇佐八幡宮での初弓で、百合若は「苔丸」という名で呼ばれて矢取りの役を仰せつかる。面々の弓の技量を嘲弄した百合若は、別府に一矢射て見せよと命令される。揃えられた強弓はゆるいと言って、ついにはかの鉄の弓をもってこさせ、みごとこれを引き絞り自分は百合若であるとの名乗りを上げる。大友氏の諸卿や松浦党はかしこまり、別府太郎は降参するが許さず、百合若はこれを縛り上げさせ、手づかみで舌を引き抜き、首切りは7日かけて鋸挽きの刑に処した。
命の恩人の釣り人には壱岐と対馬国を下賜し、門脇の翁は筑紫の荘園の政所の職につけ、百合若は、京に上り将軍となった。

## 伝説
日本各地に伝説として伝わり、沖縄から北海道まで広く分布するが、特に九州、それも大分県に集中して伝わっている。

### 大分の百合若伝説
左大臣・公光の子の百合若は、成長するにつれて弓に長けた勇武の若者となり、その名は近隣にも響くようになる。鉄弓はかねてからもちいていた。やがて春日姫という美しい嫁を迎え睦まじく暮らすが、豊後の国司に任じられる。百合若は、日本へ押し寄せてきた蒙古の大軍討伐を命じられる。この侵略を追い払った百合若は、対馬沖で対決し、蒙古の大軍を打ち破る。戦いに勝った後、別府太郎ら部下に裏切られ玄海島に置いて行かれる百合若。別府太郎らは帰国後、天子に百合若は病没したという虚偽の報告をして豊後の国司の知行を得た。太郎に恋愛を迫られてもなお、百合若の死を信じられぬ姫は、手紙を鷹の緑丸の脚に結びつけて放す。鷹は玄海島にたどりつき、百合若が血で書いた文を返信する。春日姫は今度は鷹に硯や筆・墨を括って送り出すが、荷重のために海に落ち、遺骸となって百合若の元に漂着する。百合若は、嵐が吹き寄せた漁船に便乗し、豊後に帰還すると正体を隠して「苔丸」と名乗り、別府太郎のもとに仕える。正月の弓始めの式で、百合若は別府の弓術を嘲笑し、得意の弓術を披露するチャンスを得る。鉄の弓をあてがわれると、百合若は、自分を裏切った太郎をなじったうえで射抜き、復讐を果たす。その後百合若は春日姫と涙の再会を果たし、国司の位も取り戻した。春日姫の身代わりとなった菰（まこも）の池に身を投げた、門番の翁の娘の万寿姫を忍んで百合若は、菰山万寿寺を建立。また、鷹の緑丸の菩提を弔うために高尾山神宮寺を建立した。

### 壱岐の風習
壱岐島には、現地で「イチジョウ」と呼ばれる巫女がおり、ユリという曲げ物に弓をのせて二本の竹で叩きながら、百合若大臣説話を謡う風習がある。この壱岐の「百合若説経」（説経祭文）を記した文献には、後藤正足の所蔵本と、折口信夫による発表論文がある。
折口が採集した祭文によれば、百合若は桃から生まれた桃太郎（あるいはこの幼名を持つ人物）で、のちに軍隊を率いて鬼退治に加わる。
後藤本の説経祭文では、父親が九州豊後国臼杵出身の炭焼き小五郎、こと「万の長者」であったとされる。万の長者は、財産は誇るが子供がなく、「朝日の長者」という格別な金持ちではないが子宝に恵まれた者との勝負（天皇の御前での「宝くらべ」）に敗北。そこで昼夜観音堂（当本では清水観音になっている）へ願掛けし、思いがかなって百合若が生まれる。百合若の大臣は将軍の娘・輝日姫を妻にもらい受け、悪毒王（悪路王〔あくどこお〕）が君臨する鬼の国、芥満〔ケイマン〕国に鬼退治に行く。式部太夫兄弟に裏切られ芥満国の小島に置きざりになるが、その後は正本と同様に帰国を果たして仇を討つ。

### 五島列島・女島（男女群島）の伝承
百合若大臣が置き去りにされた島は、五島列島の南東にある女島（男女群島）であり、同島の鷹大明神は鷹の緑丸を祀ったものであると伝えられている。

### 水納島（沖縄県多良間村）の伝承
寝坊したために島に置き忘れられた流人の話として水納島 (沖縄県多良間村)にも伝承があり、寝坊した子供がいると「ユリワカデーズ」と言って叱った。

### 庄内地方の伝承
山形県八幡町（現在は酒田市）には、飛島に割拠した海賊を討伐するために派遣された百合若大臣が、飽海郡観音寺村菩提寺山に本陣を構えて出陣したが、攻撃に失敗して飛島で孤立してしまい、本陣との連絡のために鷹を放つが任務を果たすうちに衰弱して死ぬという、庄内地方に舞台をうつした百合若伝説の伝承がある。庄内の伝説での百合若大臣は都に帰着する結末や、海賊との戦いで戦死する結末など諸説ある。伝説の遺構として、飛島の高盛神社には碧丸と百合若大臣の墓と呼ばれる自然石があり、八幡町の舞鶴公園には百合若大臣の碑と呼ばれる石碑がある。一方、この諸伝説に関して『出羽国風土記』『飽海郡誌』では俗説として切り捨てている。

### 鷹に関する伝承
鷹の名は多く緑丸となっており、鷹王山・鷹明神などとして祀っている所も東北地方から沖縄県まで十数カ所あるという。そのうち福岡県玄界島の小鷹神社に祀られる伝説の物と称される硯も伝わっている。
宮城県名取郡の旧千貫村（現・岩沼市）にも、百合若大臣のゆかりの竜谷山鷹硯寺、緑丸石がある。仙台藩の地誌にそれらの記述が見える。鷹硯寺は、百合若の夫人に硯を託され落ちて死んだ鷹を供養した寺だと、現地に伝わる。この寺には鷹硯も保存されているという。緑丸石は、鷹の緑丸が文を届けて命尽き、石と化したと伝わる。
新潟県にも聖籠村の鷹尾観音寺の近隣の林に翠丸（みどりまる）が住みついていたという記述が『越後野志』に見え、「聖籠山観音堂二王堂建立之由緒」（1608年の写本）にも、この寺は鷹の菩提を弔うために建立されたしている。

### 墓に関する伝承
大分市上野丘には、大臣塚古墳という前方後円墳が築造されている。副葬品に甲冑が含まれていたため、百合若大臣説話にちなみ名づけられた。また別府市上人には、討たれた別府兄弟が、葬られる予定だったと伝承される鬼の窟屋古墳も存在する。

## オデュッセイアとの類似
坪内逍遙は、古代ギリシアの詩人・ホメロスが謡った叙事詩「オデュッセイア」がなんらかの形で（あるいは室町時代にポルトガル人の手により）日本に伝えられ、それが翻案されたものこそが「百合若大臣」であるとの説を、1906年（明治39年）に『早稲田文学』誌上「百合若伝説の本源」で発表した。
オデュッセイアのラテン語での発音「ユリシス」と「百合」が似ていることや、主人公・オデュッセウスの留守を守る妻・ペネローペーが織物をして時間を稼ぎ、求婚者をかわす逸話が、百合若の妻の行いを思わせるからである。
坪内は、伝来の道筋として「いずれの国人」にもたらされたか不明であると断りながら、あるいは「堺や山口を経」たものとの思いつきに達したとする。これは室町時代にやってきた「南蛮人」・「ポルトガル人宣教師」による伝播説だと捉えられている。南蛮伝播により強く執着したのは、この坪内よりも新村出（『南蛮記』、1915年）であった。

### 反対派
この説は、いちどかつて津田左右吉、柳田國男、高野辰之、和辻哲郎などによって鋭く排撃されている。
反対派の主旨としては、まず、この型の説話の分布は広く、偶然の一致として懐疑的に見る意見がある。また、百合若の初演が1551年であるが、ポルトガル人による種子島銃の伝来からわずか7年あまりでそれほど完成度の高い翻案を不可能と目す論旨がある（金関丈夫など）。

### 賛同派
坪内との同調派には、新村出にくわえて、アメリカ出身のE・L・ヒッバード（同志社女子大学教授）があり、また日系人のジェームス・T・アラキがいる。アラキは、たとえ初演が1551年にあったとしても、1550年ごろにザビエル神父の通訳ファン・フェルナンデズによって伝承されたことは可能であると力説した。これに賛意を唱えた論文も、井本英一（2004年）や松村一男（2016年）が新たに出ている。賛同派は、『ユリシーズ』と『百合若』のみが、いくつものモチーフが段ごとに連綿として一致する酷似性があると強調する。

### 合成的な解釈
ただ、最古の記録が1551年というアラキ等の前提は覆されており、1514年の『雲玉和歌抄』に詳しい言及があることが今では判明しているため、ポルトガル人伝来説は困難となっている。しかし坪内逍遥や新村出の「南蛮人」伝来説をより広義的にとり、例えばアジアに到達したイスラーム教徒を媒介したものだとすれば、可能性は十分にあり、このことは既に南方熊楠に指摘されている。
そして井上章一も、逍遥の、南蛮時代に伝来したという説は成り立たないが、ユーラシア大陸全体に、前史時代に広まった説話の一つと見るのが妥当だろうとしている。中央ユーラシアの叙事詩『アルパムス』と類似しており、これがユリシーズ伝説との中間的な媒体だった可能性も指摘されている。甲賀三郎伝説も、これと同じようなアジア経由をたどったのでは大林太良などは推察する。
また源義経には義経=ジンギスカン説が知られ、モンゴルとの関連ということで百合若と共通するが、松村一男などは、義経を主人公とする『御曹司島渡』と『百合若大臣』の類似を指摘する。